# Кубла червоноока
Кубла червоноока (Dryoscopus senegalensis) — вид горобцеподібних птахів родини гладіаторових (Malaconotidae). Мешкає в Центральній Африці.

## Поширення і екологія
Малі кубли живуть у вологих рівнинних тропічних лісах Нігерії, Камеруну, Габону, Центральноафриканської Республіки, Демократичної Республіки Конго, Республіки Конго, Екваторіальної Гвінеї, Руанди, Уганди та Анголи.